# Эскадренные миноносцы типа «Камикадзе»
Эскадренные миноносцы типа «Камикадзе» (яп. 神風型駆逐艦 Камикадзэгата кутикукан) — серия эскадренных миноносцев Императорского флота Японии периода Второй мировой войны. Также известны как тип «Киёкадзэ» по первоначальному названию головного корабля, а также чтобы избежать путаницы с более ранними эскадренными миноносцами периода Первой мировой войны типа «Камикадзэ».

## История создания и конструкция
Заказаны в 1921—1922 финансовом году. Развитие построенных ранее эсминцев типа «Минэкадзэ» в рамках судостроительной программы Восемь-восемь.
Важным отличием стала впервые установленная броневая защита мостика, для компенсации веса которой была несколько увеличена ширина кораблей и как следствие — водоизмещение. Эсминцы получили новые паровые турбины с двумя ступенями крейсерского хода (все предыдущие турбозубчатые агрегаты, начиная с «Кавакадзэ», имели одну такую ступень). Мощность силовой установки осталась прежней, а из-за возросшего водоизмещения скорость упала до 37,25 узлов.
Несмотря на это, эти эсминцы всё же считались лучшими в сравнении с типом «Минекадзэ». «Оитэ», «Хаятэ», «Асанаги» и «Юнаги» выделяют в подтип «Оитэ» в силу использования другой силовой установки.
Вооружение повторяло тип «Минекадзэ», со схемой его размещения так же, как на трёх последних представителях (подтип «Нокадзэ»), кроме пулемётов, устанавливавшихся на крылья мостика. Как и предыдущий тип, эсминцы имели оборудование для минных постановок и траления.
Первоначально было заказано 11 единиц, но в соответствии с Вашингтонским морским соглашением два последних эсминца типа «Камикадзэ» («Окадзэ» и «Цумудзикадзэ») было решено не закладывать.
Как и эсминцы типа «Вакатакэ», они при закладке и несколько лет после вступления в строй были номерными, но в 1928 году получили имена.
Развитием проекта стали эскадренные миноносцы типа «Муцуки».

## История службы
Корабли этого типа быстро устарели морально и относительно спокойно пережили межвоенное время.
К началу войны на Тихом океане 8 из 9 единиц составляли два дивизиона эсминцев Объединённого флота: 5-й («Асакадзэ», «Харукадзэ», «Хатакадзэ», «Мацукадзэ») и 29- й («Оитэ», «Хаятэ», «Юнаги», «Асанаги»).
5-й дивизион принимал участие в захвате Филиппин в декабре 1941 года, а затем и Малайи в январе 1942 года. Эсминцы участвовали в оккупации Голландской Ост-Индии в феврале-марте 1942 года. В ходе боя в Зондском проливе «Асакадзэ» и «Хатакадзэ» потопили торпедами крейсера «Перт» и «Хьюстон». В апреле дивизион эскортировал конвои, на которых переправлялись войска для наступления на Рангун.
29-й дивизион был включен в ударное соединение, предназначенное для захвата атолла Уэйк. «Хаятэ», повреждённый американской береговой батареей и выбросившийся на берег, стал первым японским надводным кораблем, потопленным во Второй Мировой войне. В январе 1942 года эсминцы дивизиона перешли в Рабаул, а в марте в Лаэ, где «Асанаги» и «Юнаги» получили повреждения во время налёта самолётов с американских авианосцев «Йорктаун» и «Лексингтон». В мае «Асанаги» и «Оитэ» участвовали в высадке у Порт-Морсби.
В течение 1941—1942 годов на кораблях серии 120-мм орудие № 4 было снято вместе с кормовым торпедным аппаратом, вместо них же были установлены десять 25-мм зенитных автоматов и четыре бомбомёта с 18 глубинными бомбами. В дальнейшем зенитное вооружение на уцелевших единицах постоянно усиливалось, и к 1944 году количество 25-мм автоматов колебалось от тринадцати до двадцати (плюс четыре 13,2-мм пулемёта). Скорость при этом упала до 35 узлов или даже меньше.
В июле 1942 года, после Мидуэйского сражения, Объединённый флот был реорганизован, и 29-й дивизион вошел в состав 4-го флота, базировавшегося на Трук. Оттуда эсминцы оказывали поддержку войскам на Новой Гвинее и Соломоновых островах, а также участвовали в их снабжении. В августе 1942 года «Юнаги» участвовал в бою у острова Саво, а чуть позже вместе с «Асанаги» и «Оитэ» обстреливал укрепления на острове Науру.
В сентябре 1943 года «Оитэ» был поврежден торпедой с американской подводной лодки «Гаджен» и не участвовал в боевых действиях до февраля следующего года. Вскоре после окончания ремонта, 17 февраля 1944 года он был потоплен в лагуне Трука во время налёта американской палубной авиации. Уцелевший после атаки первой волны самолётов, эсминец занимался спасением экипажа погибшего крейсера «Агано», но во время налёта второй волны получил прямое попадание авиабомбы и быстро затонул.
22 мая 1944 года «Асанаги» был потоплен американской подводной лодкой «Поллэк» у атолла Бонин, а вскоре после этого,9 июня в том же районе «Мацукадзэ» торпедировала подводная лодка «Суордфиш».
«Асакадзэ» и «Юнаги» также погибли от атак американских подлодок(«Хэддоу» и «Пикьюда», соответственно) 23 и 25 августа 1944 года у Лусона.
15 января 1945 года палубная авиация американского 38-го оперативного соединения потопила «Хатакадзэ» в заливе Такао на Тайване.
«Харукадзэ» пережил войну, но был дважды серьёзно повреждён: 4 ноября 1944 года на мине и 21 января 1945 года авианалётом у Тайваня, стоял на ремонте в Сасебо и там же был разобран после войны.
«Камикадзэ» же базировался во внутренних японских водах и участия в войне почти не принимал (кроме рейда на Алеутские острова), после её окончания использовался в качестве транспортного судна, перевозя репатриантов из Сингапура, сел на мель 7 июня 1946 года, позже был поднят и разобран.

## Представители
| Название                                              | Судоверфь                        | Закладка   | Спуск на воду | Вступление в строй | Судьба |
| ----------------------------------------------------- | -------------------------------- | ---------- | ------------- | ------------------ | --- |
| Камикадзэ (яп. 神風 божественный ветер) (№ 1)         | верфи Мицубиси, Нагасаки, Япония | 1921-12-15 | 1922-09-25    | 1922-12-19         | переименован в Камикадзэ 1928-08-01; Участвовал во вторжении на Филиппины и в Малайю. В ночь с 15 на 16 мая 1945 года в Малаккском проливе поврежден английскими кораблями. Отбуксирован в Сасебо для ремонта. После войны использовался в службе репатриации; сел на мель Омаэзаки и затонул 1946-06-07; списан 1946-06-26; В 1947 году поднят и пошел на слом. |
| Асакадзэ (яп. 朝風 утренний ветер) (№ 3)              | верфи Мицубиси, Нагасаки, Япония | 1922-02-16 | 1922-12-08    | 1923-06-16         | переименован в Асакадзэ 1928-08-01; Участвовал во вторжении на Филиппины и в Малайю. Участвовал в сражении в Яванском море. Потоплен американской подводной лодкой Хэддоу 23.08.1944 у Лусона [16.06N, 119.44E] 1944-08-23; списан 1944-10-10 |
| Харукадзэ (яп. 春風 весенний ветер) (№ 5)             | ММК,Майдзуру, Япония             | 1922-05-16 | 1922-12-18    | 1923-05-31         | переименован в Харукадзэ 1928-08-01; Участвовал во вторжении на Филиппины и в Малайю. Участвовал в сражении в Яванском море. Тяжело поврежден на мине 04.11.1944, 21.01.1945 у Макунг (Тайвань) тяжело поврежден палубными самолётами соединения TF 38. Отведён на буксире в Японию. До капитуляции ремонт не завершен. Пошел на слом в 1947 году.               |
| Мацукадзэ (яп. 松風 ветер в сосновой роще) (№ 7)      | ММК,Майдзуру, Япония             | 1922-12-02 | 1923-10-30    | 1924-04-05         | Переименован в Мацукадзэ 1928-08-01; Участвовал во вторжении на Филиппины и в Малайю. Потоплен американской подводной лодкой Свордфиш 09.06.1944 у острова Бонин [26.59N, 143.13E]; списан 1944-08-10 |
| Хатакадзэ (яп. 旗風 вымпельный (флажной) ветер) (№ 9) | ММК,Майдзуру, Япония             | 1923-07-03 | 1924-03-15    | 1924-08-30         | переименован в Хатакадзэ 1928-08-01; Участвовал во вторжении на Филиппины и в Малайю. Нёс конвойную службу. Потоплен 15.01.1945 в заливе Такао (Тайвань) палубными самолётами соединения TF 38 [22.37N, 120.15E]; списан 1945-03-10 |
| Оитэ (яп. 追風 попутный ветер) (№ 11)                 | Урага, Йокосука, Япония          | 1923-03-16 | 1924-11-27    | 1925-10-30         | переименован в Оитэ 1928-08-01; Участвовал во вторжении на Филиппины и в Малайю. В составе 6 Флотилии участвовал в сражении в Коралловом море. Потоплен 17.02.1944 в лагуне Трука палубными самолётами соединения TF 38 при спасении людей с крейсера Агано [07.40N, 151.45E]; списан 1944-03-11                                                                 |
| Хаятэ (яп. 疾風 шторм) (№ 13)                         | Исикавадзима, Япония             | 1922-11-11 | 1925-03-24    | 1925-11-21         | переименован в Хаятэ 1928-08-01; Потоплен береговой артиллерией атолла Уэйк [19.16N, 166.37E] 1941-12-11. Стал первым надводным японским кораблем, погибшим во время Второй Мировой войны; списан 1942-01-10 |
| Асанаги (яп. 朝凪 утренний штиль) (№ 15)              | Верфи Фудзинагата, Осака, Япония | 1923-03-05 | 1924-04-21    | 1925-12-29         | переименован в Асанаги 1928-08-01; Участвовал во вторжении на Филиппины и в Малайю. Участвовал в десанте в Порт-Морсби на Новой Гвинее. Потоплен американской подводной лодкой Поллэк 22.05.1944 у острова Бонин [28.20N, 138.57E]; списан 1944-07-10 |
| Юнаги (яп. 夕凪 вечерний штиль) (№ 17)                | СКК, Сасэбо, Япония              | 1923-09-17 | 1924-04-23    | 1925-05-24         | переименован в Юнаги 1928-08-01; Участвовал в сражении у о. Саво (09.08.1942). Потоплен американской подводной лодкой Пикьюда 25.08.1944 у острова Лусон [18.46N, 120.46E]; списан 1944-10-10 |

## История названий
Императорским флотом Японии первоначально планировалось, что эсминцы типа «Камикадзэ» должны иметь названия, но при выдаче заказа на их постройку они получили номера из-за прогнозируемого большого количества военных кораблей согласно плану Восемь-восемь флота. Это не нравилось экипажам и было постоянным источником путаницы при сеансах связи. В августе 1928 года, имена были даны, но не те, которые были запланированы при постройке.
| Планируемое название и транслитерация                         | Название после постройки                                   | Переименование 24 апреля 1924                         | Переименование 1 августа 1928                   |
| Киёкадзэ (яп. 清風 чистый ветер) или Соёкадзэ (яп. 微風 бриз) | Дай-Ити Кутикукан (яп. 第一駆逐艦 1-й эсминец)             | Дай-Ити-Го Кутикукан (яп. 第一号駆逐艦 №.1 эсминец)   | Камикадзэ (яп. 神風 божественный ветер)         |
| Карукадзэ (яп. 軽風 лёгкий ветер)                             | Дай-Сан Кутикукан (яп. 第三駆逐艦 3-й эсминец)             | Дай-Сан-Го Кутикукан (яп. 第三号駆逐艦 №.3 эсминец)   | Асакадзэ (яп. 朝風 утренний ветер)              |
| Макадзэ (яп. 真風 настоящий ветер)                            | Дай-Го Кутикукан (яп. 第五駆逐艦 5-й эсминец)              | Дай-Го-Го Кутикукан (яп. 第五号駆逐艦 №.5 эсминец)    | Харукадзэ (яп. 春風 весенний ветер)             |
| Окадзэ (яп. 大風 ураган)                                      |                                                            |                                                       |                                                 |
| Цумудзикадзэ (яп. 旋風 смерч)                                 |                                                            |                                                       |                                                 |
|                                                               | Дай-Сити Кутикукан (яп. 第七駆逐艦), 7-й эсминец           | Дай-Сити-Го Кутикукан (яп. 第七号駆逐艦), №.7 эсминец | Мацукадзэ (яп. 松風 ветер в сосновой роще)      |
|                                                               | Дай-Ку Кутикукан (яп. 第九駆逐艦 9-й эсминец)              | Дай-Ку-Го Кутикукан (яп. 第九号駆逐艦 №.9 эсминец)    | Хатакадзэ (яп. 旗風 вымпельный (флажной) ветер) |
|                                                               | Дай-Дзюити-Го Кутикукан (яп. 第十一号駆逐艦 №.11 эсминец)  |                                                       | Оитэ (яп. 追風 попутный ветер)                  |
|                                                               | Дай-Дзюсан-Го Кутикукан (яп. 第十三号駆逐艦 №.13 эсминец)  |                                                       | Хаятэ (яп. 疾風 шторм)                          |
|                                                               | Дай-Дзюго-Го Кутикукан (яп. 第十五号駆逐艦 №.15 эсминец)   |                                                       | Асанаги (яп. 朝凪 утренний штиль)               |
|                                                               | Дай-Дзюсити-Го Кутикукан (яп. 第十七号駆逐艦 №.17 эсминец) |                                                       | Юнаги (яп. 夕凪 вечерний штиль)                 |

### Книги
- Brown, David. Warship Losses of World War Two. — United States Naval Institute, 1990. — ISBN 1-55750-914-X.
- Evans, David. Kaigun: Strategy, Tactics, and Technology in the Imperial Japanese Navy, 1887-1941 (англ.). — US Naval Institute Press, 1979.
- Hara, Tameichi. Japanese Destroyer Captain. — Ballantyne Books, New York, 1978.
- Howarth, Stephen. The Fighting Ships of the Rising Sun: The Drama of the Imperial Japanese Navy, 1895-1945 (англ.). — Atheneum, 1983.
- Jentsura, Hansgeorg. Warships of the Imperial Japanese Navy, 1869-1945 (англ.). — US Naval Institute Press, 1976.
- Watts, Anthony J. Japanese Warships of World War II. — Doubleday, 1967.
- Whitley, M J. Destroyers of World War Two: An International Encyclopedia (англ.). — London: Arms and Armour Press, 2000.
- Патянин, С В. Эскадренные миноносцы и миноносцы Японии (1879—1945). — СПб., 1998.

### Внешние ресурсы
- Nishida, Hiroshi. Materials of IJN: Kamikaze class destroyer. Imperial Japanese Navy. Дата обращения: 14 марта 2012. Архивировано из оригинала 15 сентября 2012 года.
- Globalsecurity.org. IJN Kiyokaze class destroyers. Дата обращения: 14 марта 2012. Архивировано 25 октября 2012 года.
- Jones, Daniel H. IJN Minekaze, Kamikaze and Mutsuki class Destroyers. Ship Modeler's Mailing List (SMML) (2003). Дата обращения: 14 марта 2012. Архивировано из оригинала 28 августа 2008 года.
- Japanese Destroyers: Tabular Movement Records (TROMs) Архивная копия от 5 июня 2011 на Wayback Machine
- Kamikaze Class, Japanese Destroyers Архивная копия от 12 февраля 2012 на Wayback Machine
- Иванов, В.В. [wunderwaffe.narod.ru/WeaponBook/Jap_DD_I/03.htm Эсминцы типа «Kamikaze»]. Японские эсминцы 1920-1945.
- ЭСКАДРЕННЫЕ МИНОНОСЦЫ 1-го КЛАССА типа «KAMIKAZE» (недоступная ссылка)